# João de Barros Barreto Filho
João de Barros Barreto Filho (Rio de Janeiro, 14 de dezembro de 1890 – Rio de Janeiro, 20 de agosto de 1956) foi um médico brasileiro.
Doutorado pela Faculdade de Medicina do Rio de Janeiro em 1912. Foi eleito membro da Academia Nacional de Medicina em 1925, sucedendo Aureliano Gonçalves de Souza Portugal na Cadeira 56, que tem João de Barros Barreto como patrono.